# Baining jezici
Baining jezici, podskupina od 6 jezika koja čini dio istočnonovobritanske (baining-taulil) porodice. Zajedno s jezikom taulil [tuh] nekada se vodila pod imenom baining-taulil kao dio šire novobritanske skupine i sada nepriznate istočnopapuanske porodice. Govore se na području Papue Nove Gvineje na otočju Nova Britanija, poluotok Gazelle. Predstavnici su:
- Kairak [ckr], 750 (1988 SIL).
- Makolkol [zmh], †. na poluotoku Gazelle.
- Mali [gcc], 2.200 (1988 SIL).
- Qaqet ili baining [byx], 6.350 (1988 SIL).
- Simbali ili 	asimbali [smg] 390 (2004 SIL).
- Ura [uro], 1.900 (1991 SIL).

## Vanjske poveznice
- Ethnologue (14th)
- Ethnologue (15th)